# Національний ботанічний сад (Вацратот)

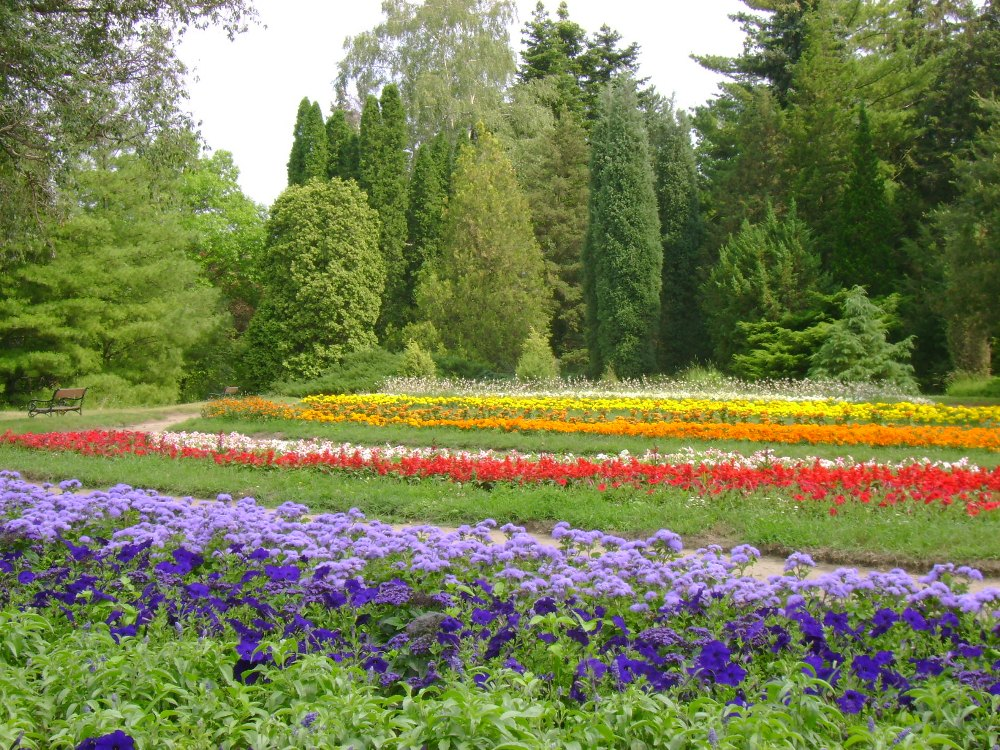
У ботанічному саду

Національний ботанічний сад (угор. Nemzeti Botanikus Kert) — ботанічний сад в Угорщині.
Найбільший ботанічний сад країни, займає площу 27 га. Розташований у селі Вацратот в 30 км на північ від Будапешта.

## Історія саду
Сад був заснований в першій половині 19-го століття у стилі англійського парку Георгіанської епохи. У 1870 році сад перейшов у володіння графа Шандора Відязо, який разом з відомим садівником Вільмошем Ямбором трансформував його у ботанічний сад.
У перші роки XX століття сад був відомий багатством видів дерев, гірськими садами і оранжереями.
Сім'я Відязо подарувала сад Академії наук, але тільки у 1952 році Академія наук Угорщини вступила у володіння майном і ботанічний сад почав швидко розвиватися.
Ботанічний сад був реконструйований, руїни розчищені, сад було відновлено у своїй первозданній красі відповідно до початкових планів. У 1961 році ботанічний сад відкрив свої двері для публіки.

## Колекція
У Національному ботанічному саду росте близько 13000 видів і сортів рослин. Особливо багата колекція деревних рослин (3300 дерев і чагарників).
В альпінарії можна знайти квіти із усіх шести флористичних царств, зібраних на 25 високогірних хребтах.
У систематичній колекції представлено від 2000 до 2500 видів рослин із 90 родин, які ілюструють історію світу.
В оранжереях можна побачити рослини низинних тропічних лісів (пальми), пустель (сукуленти і кактуси), гірських тропічних лісів (мохи та папороті)

## Галерея

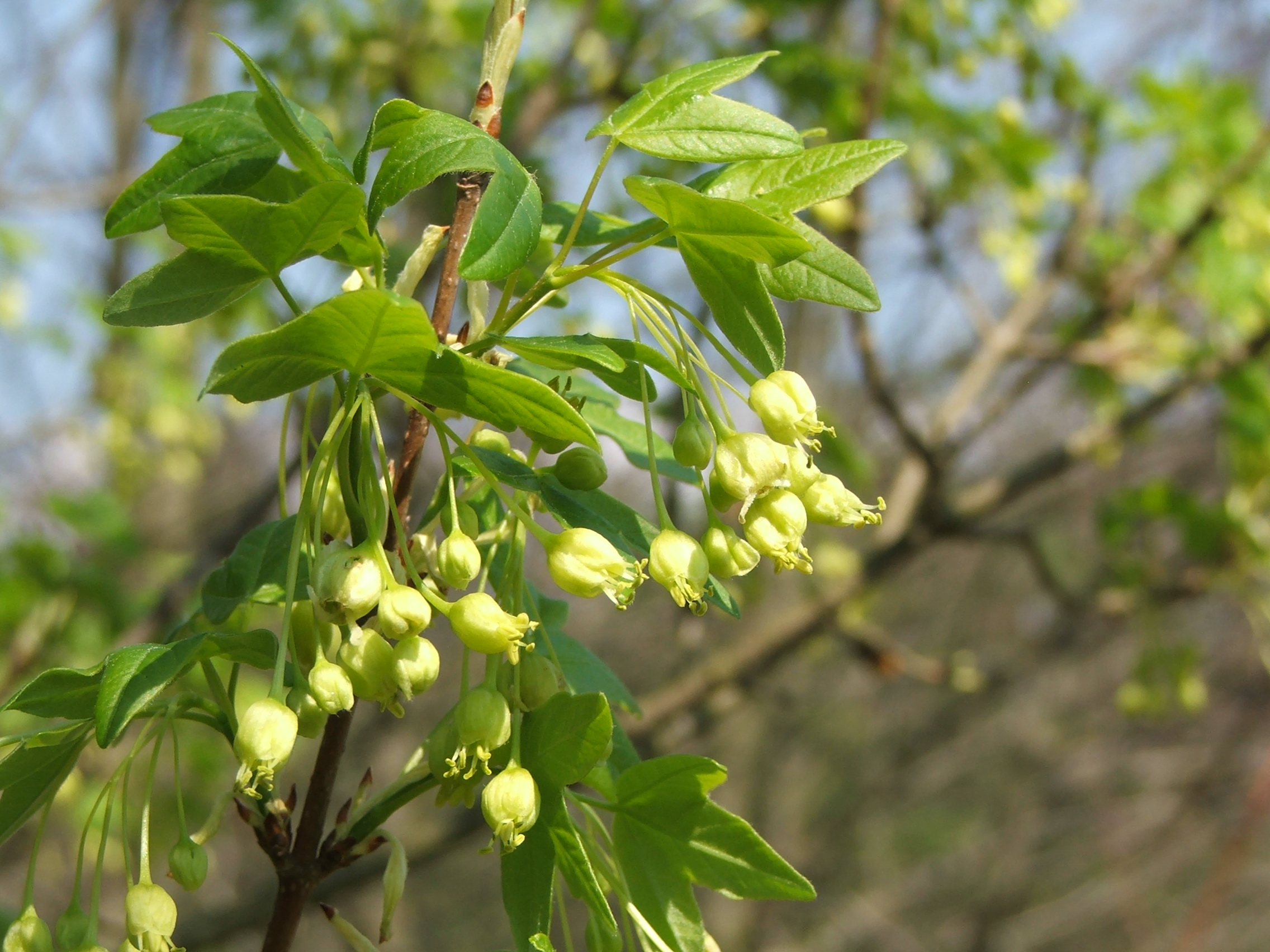
Квіти Acer monspessulanum
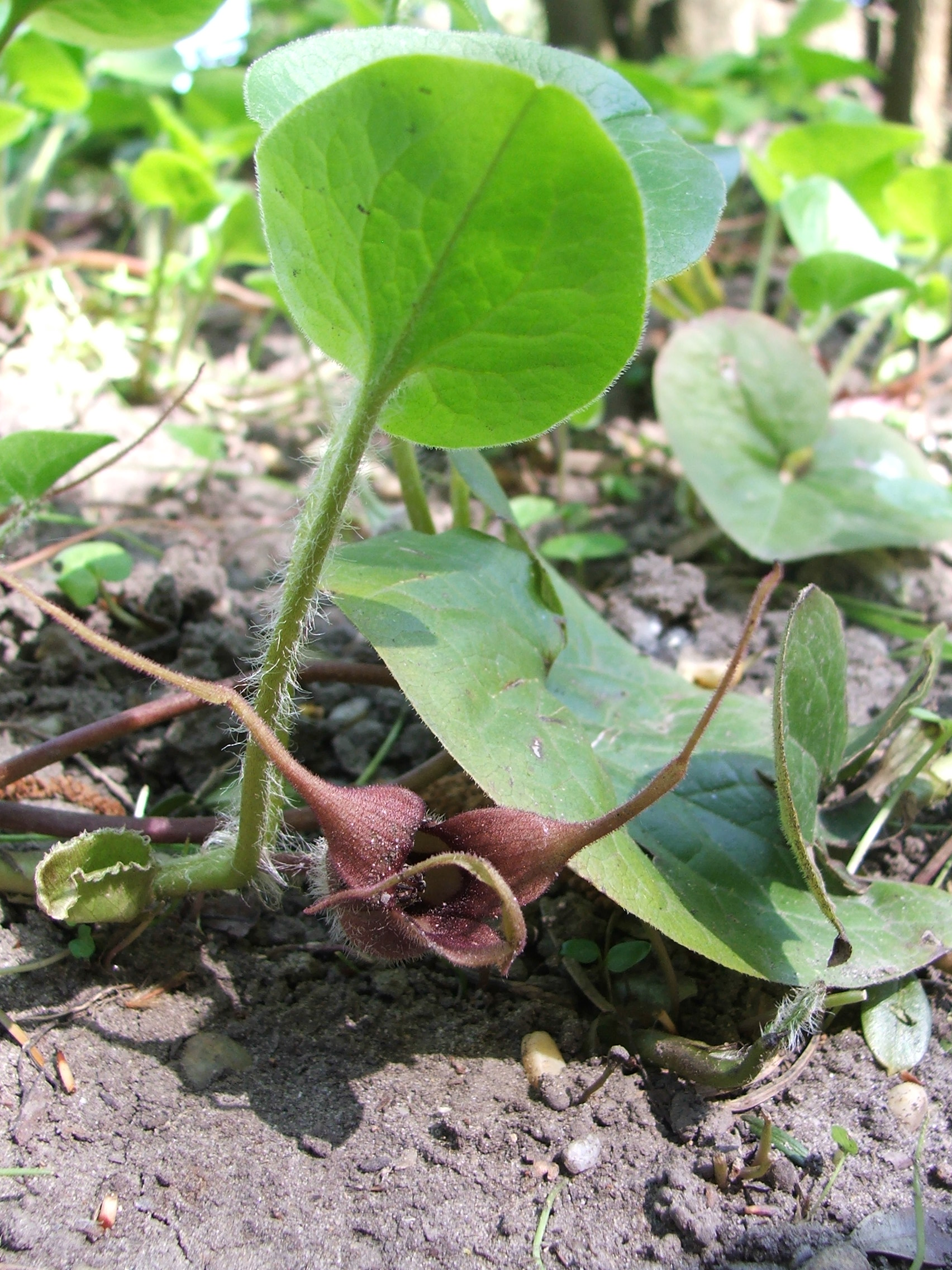
Asarum caudatum
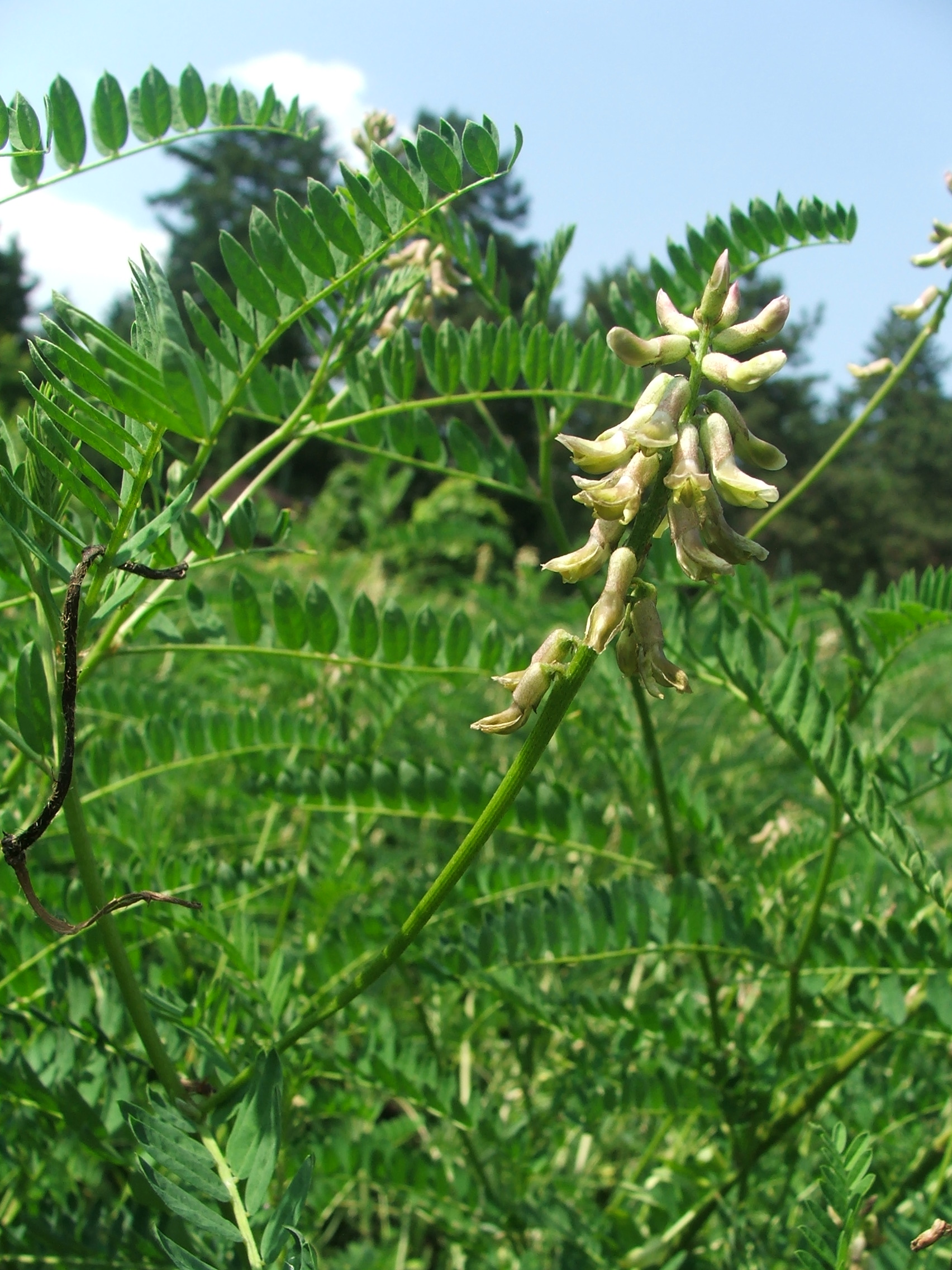
Astragalus falcatus
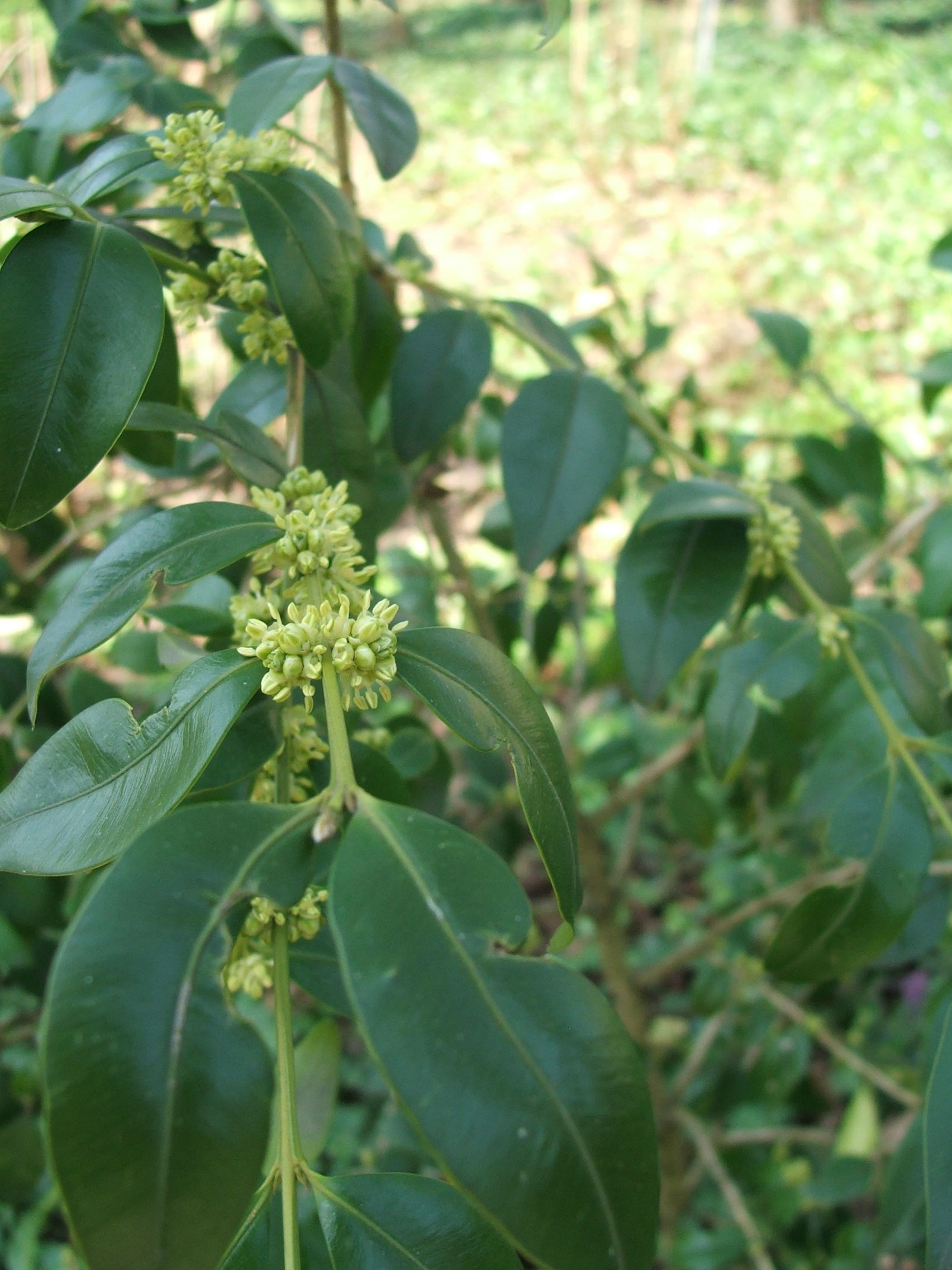
Buxus henryi
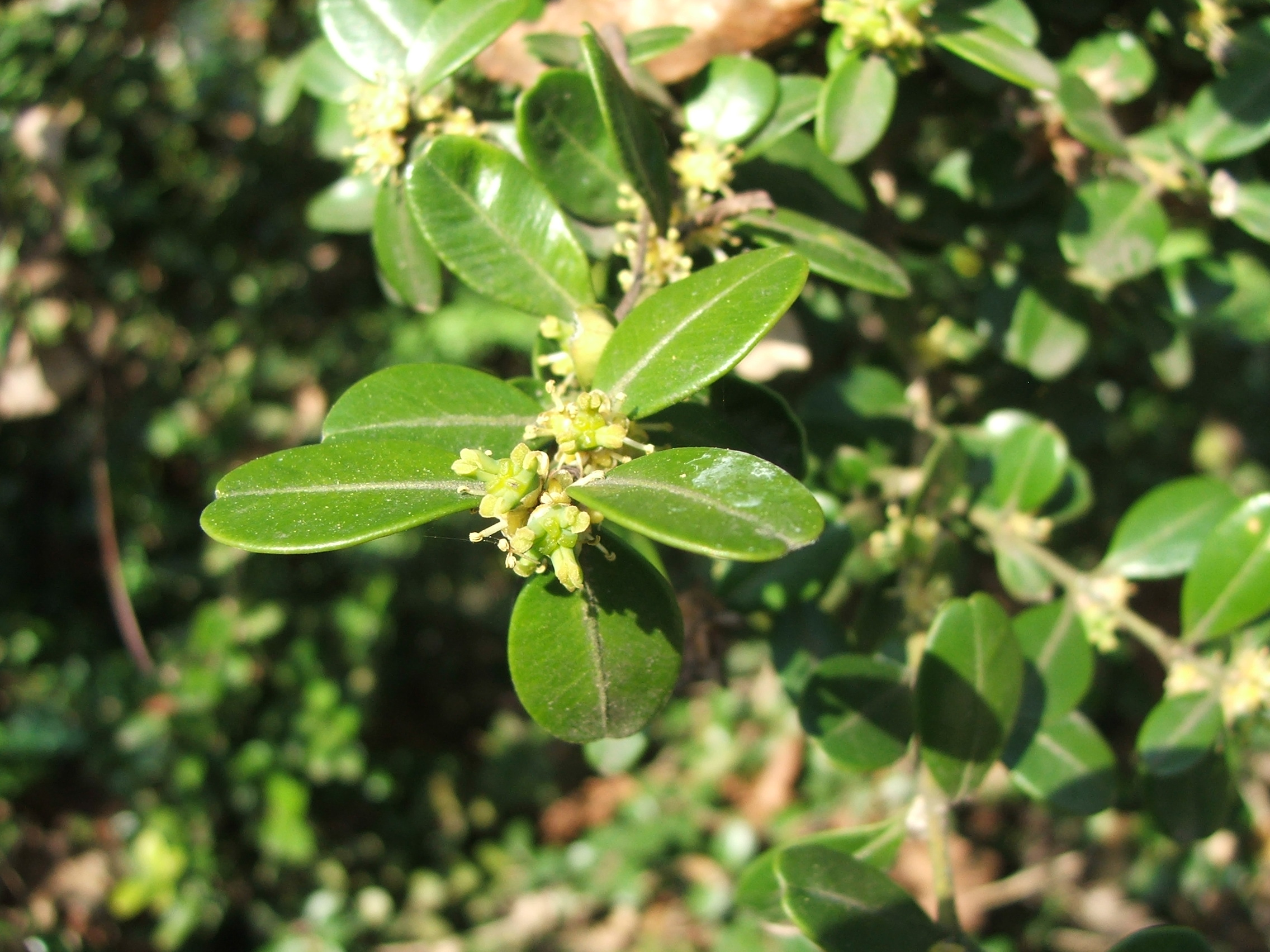
Buxus sinica
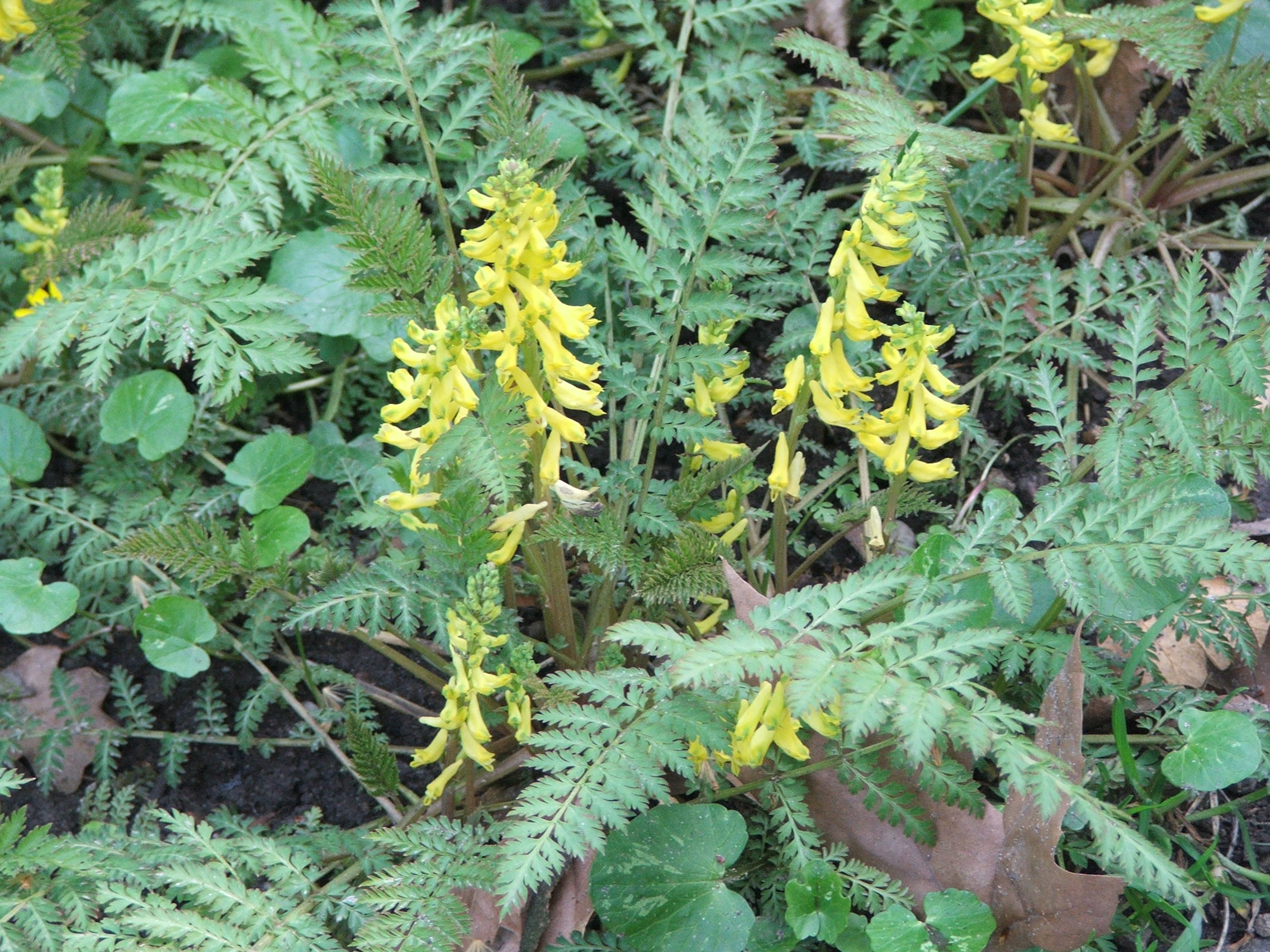
Corydalis cheilanthifolia
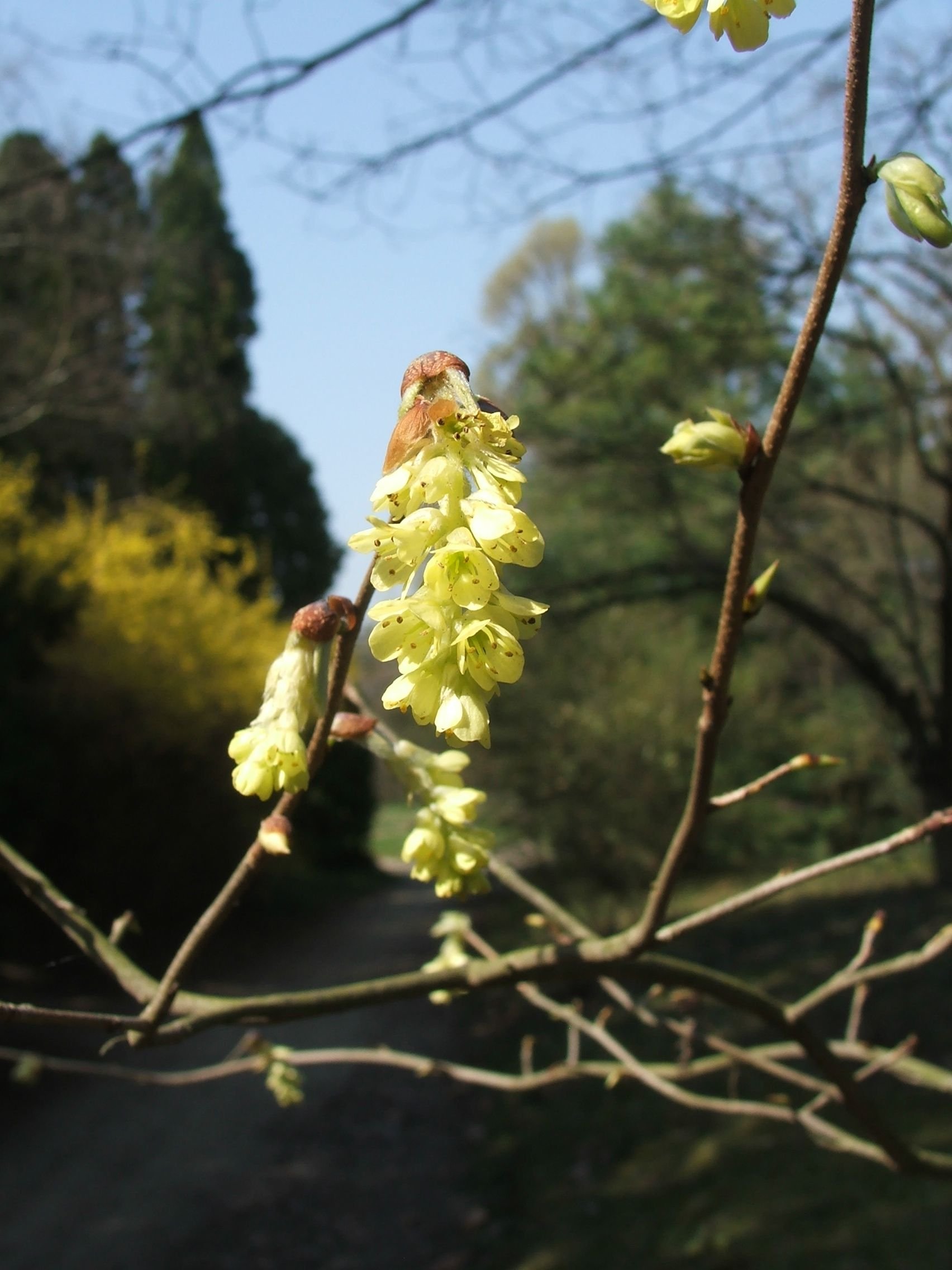
Corylopsis sinensis
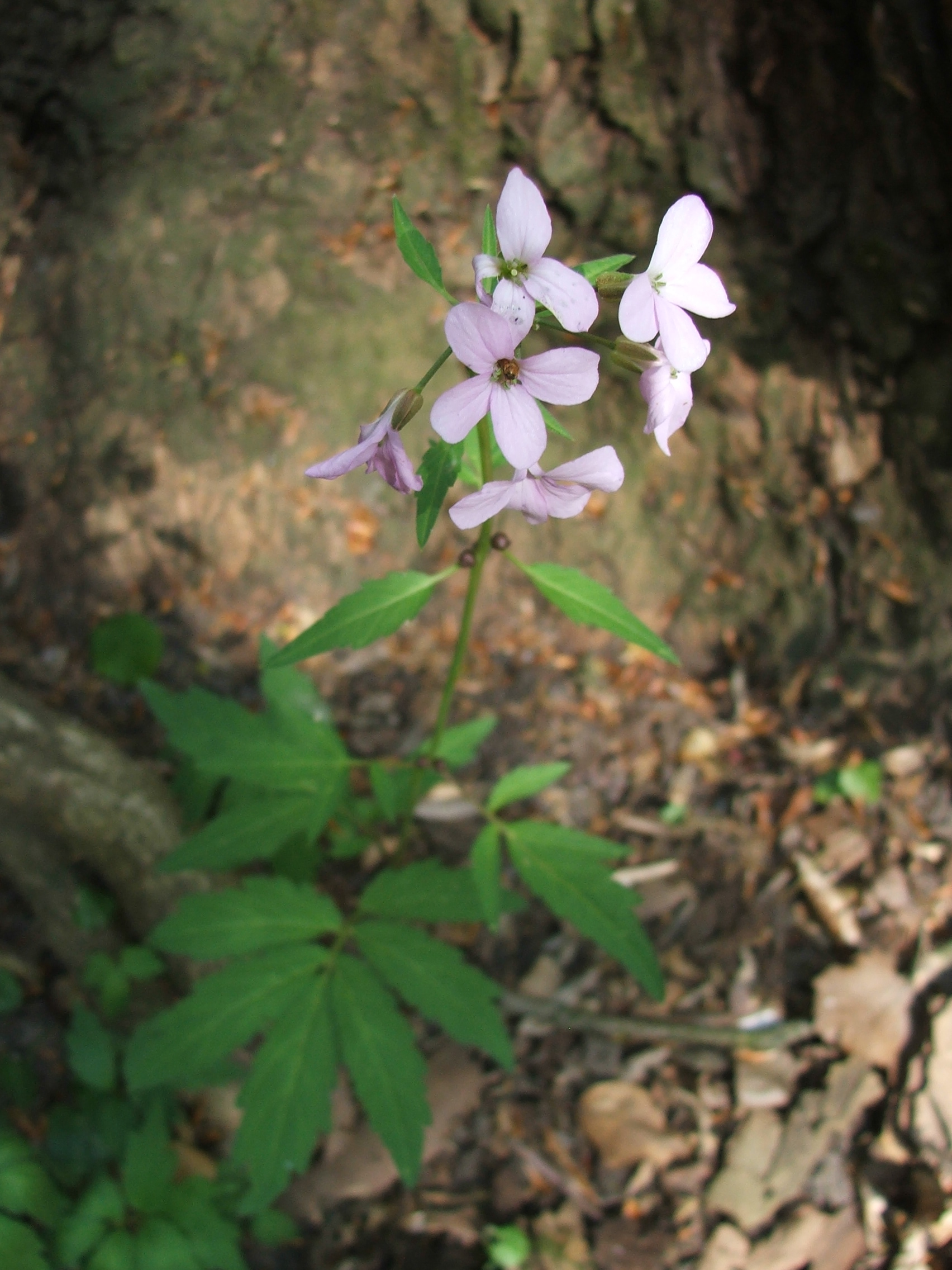
Зубниця бульбиста
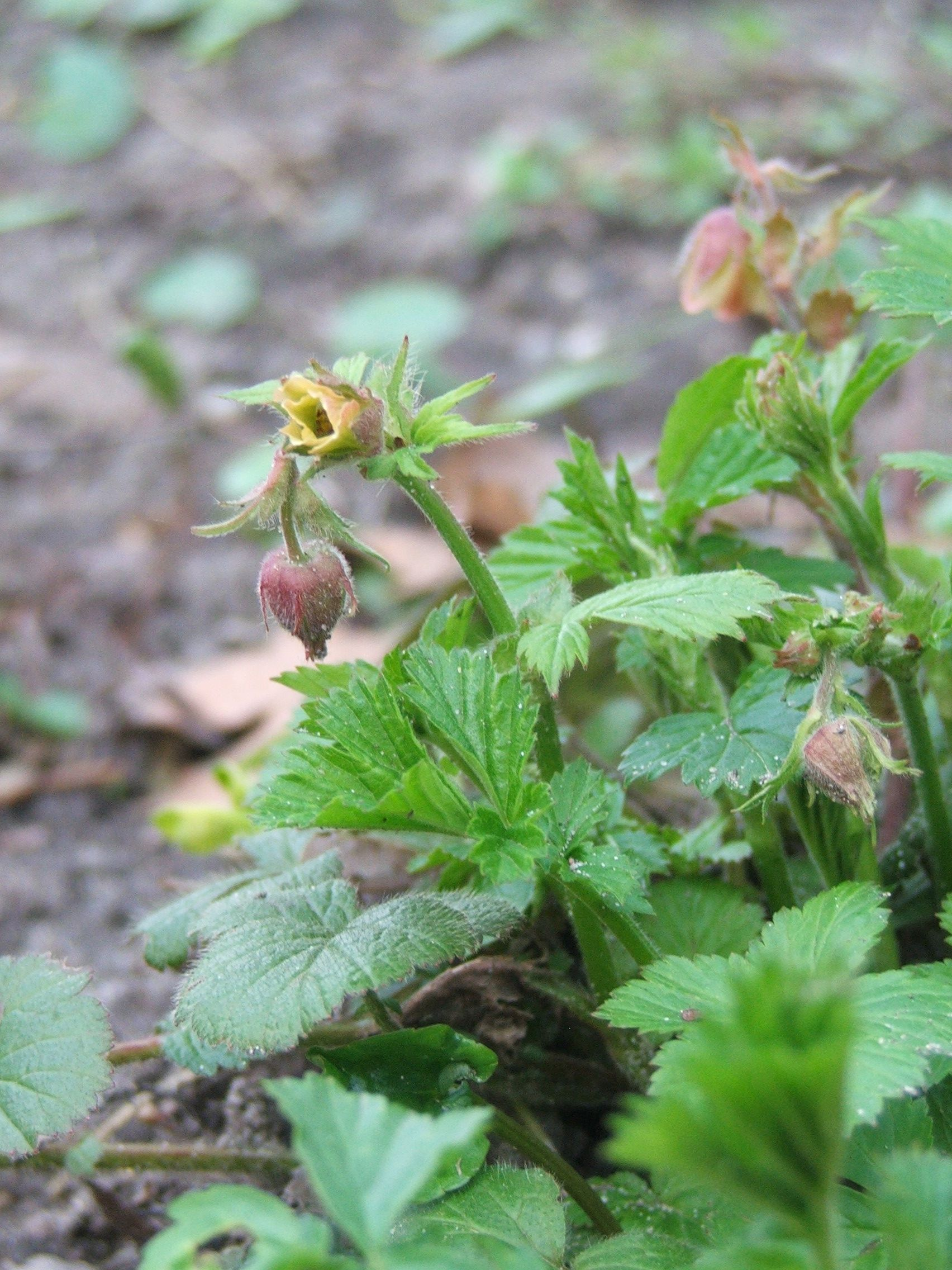
Geum glaciale
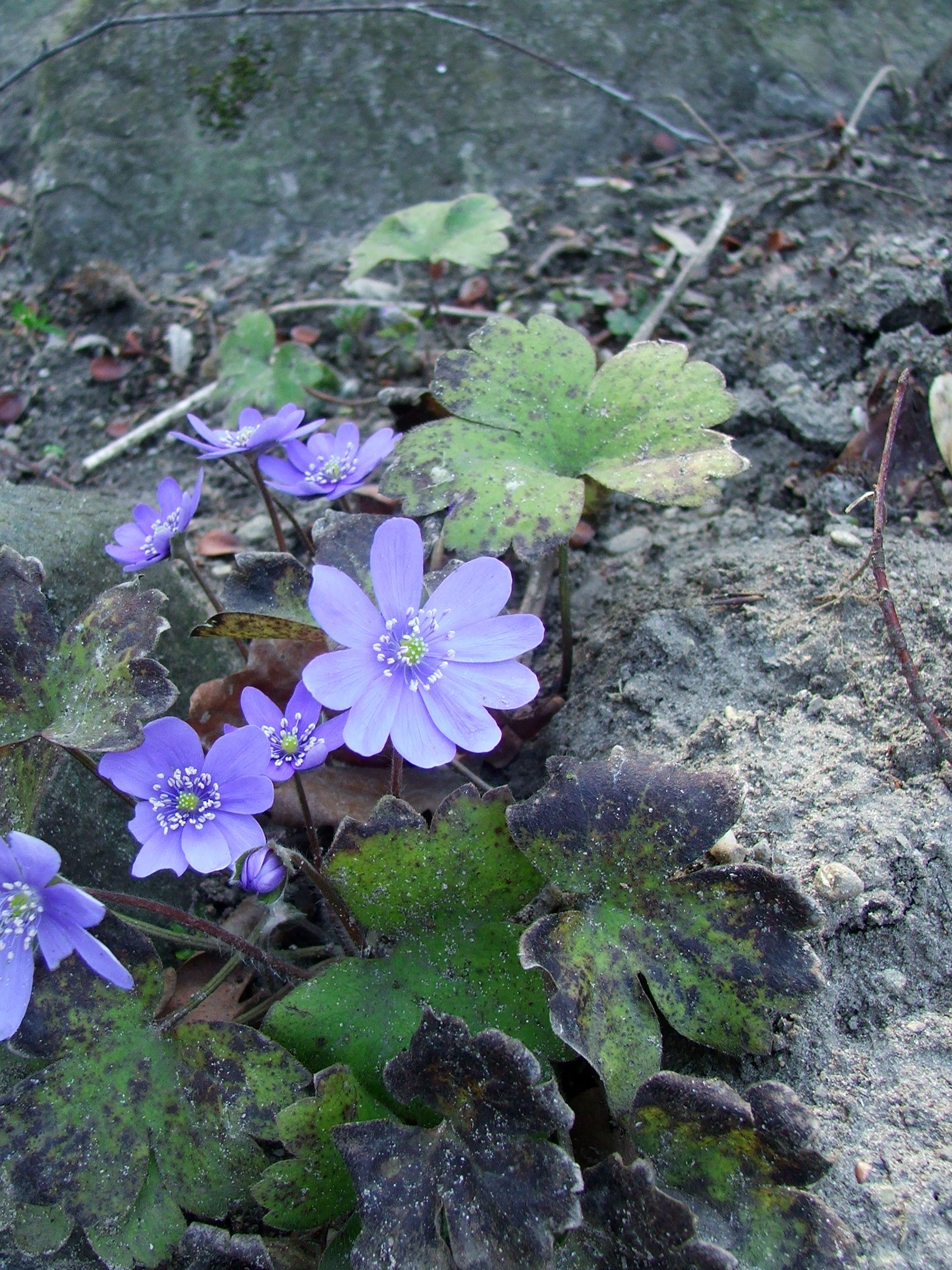
Hepatica transsylvanica
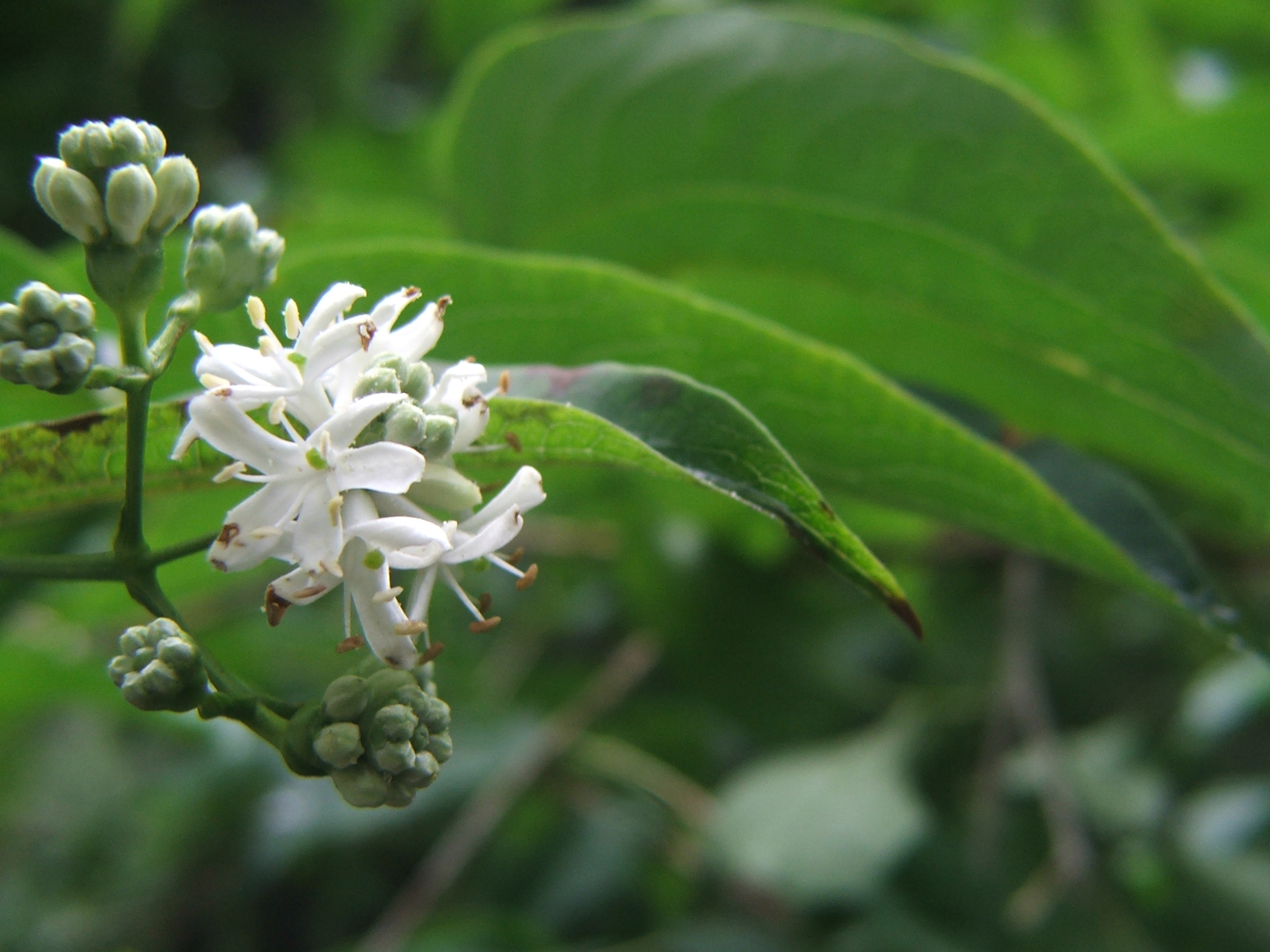
Heptacodium miconioides
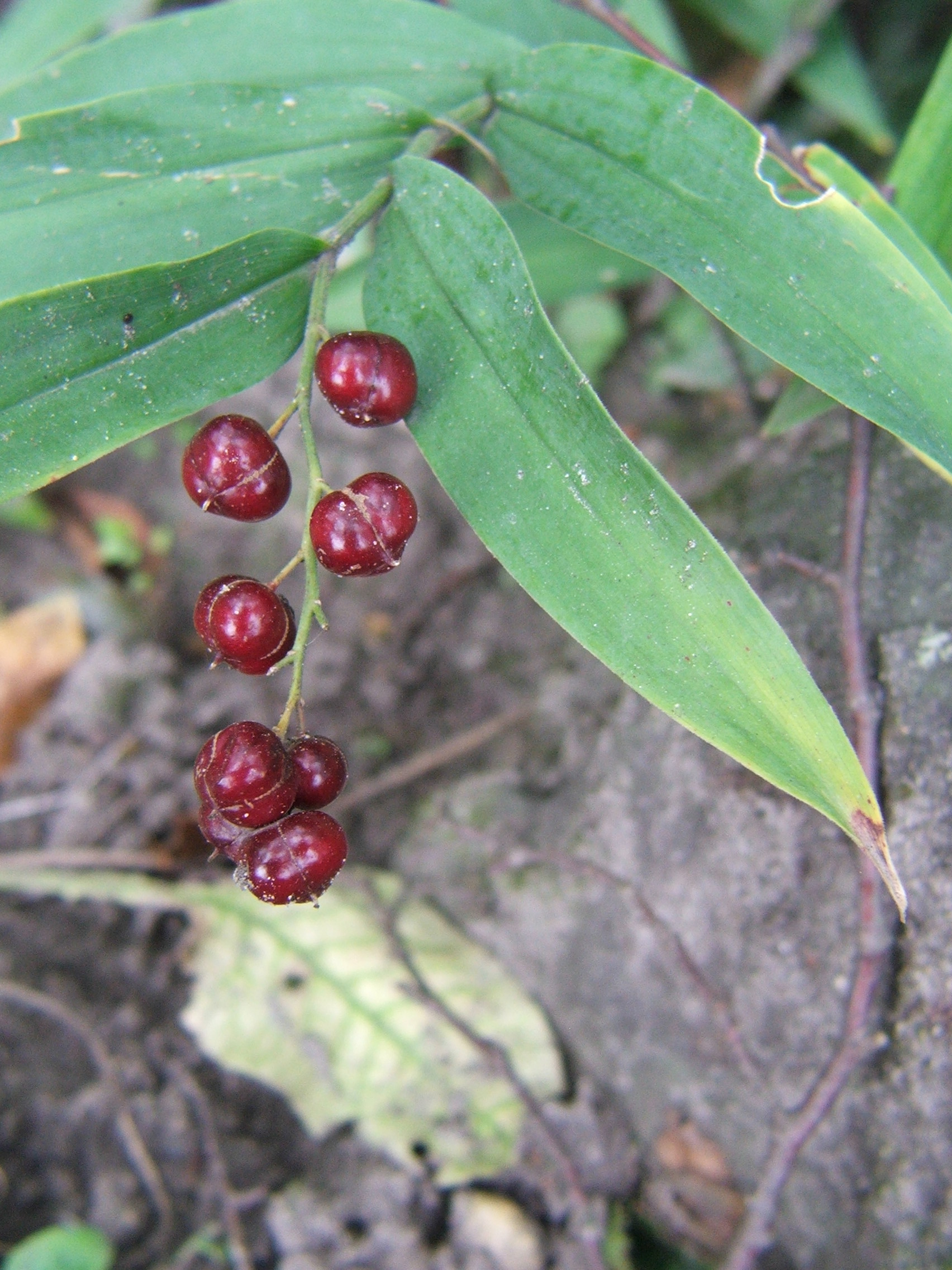
Maianthemum stellatum
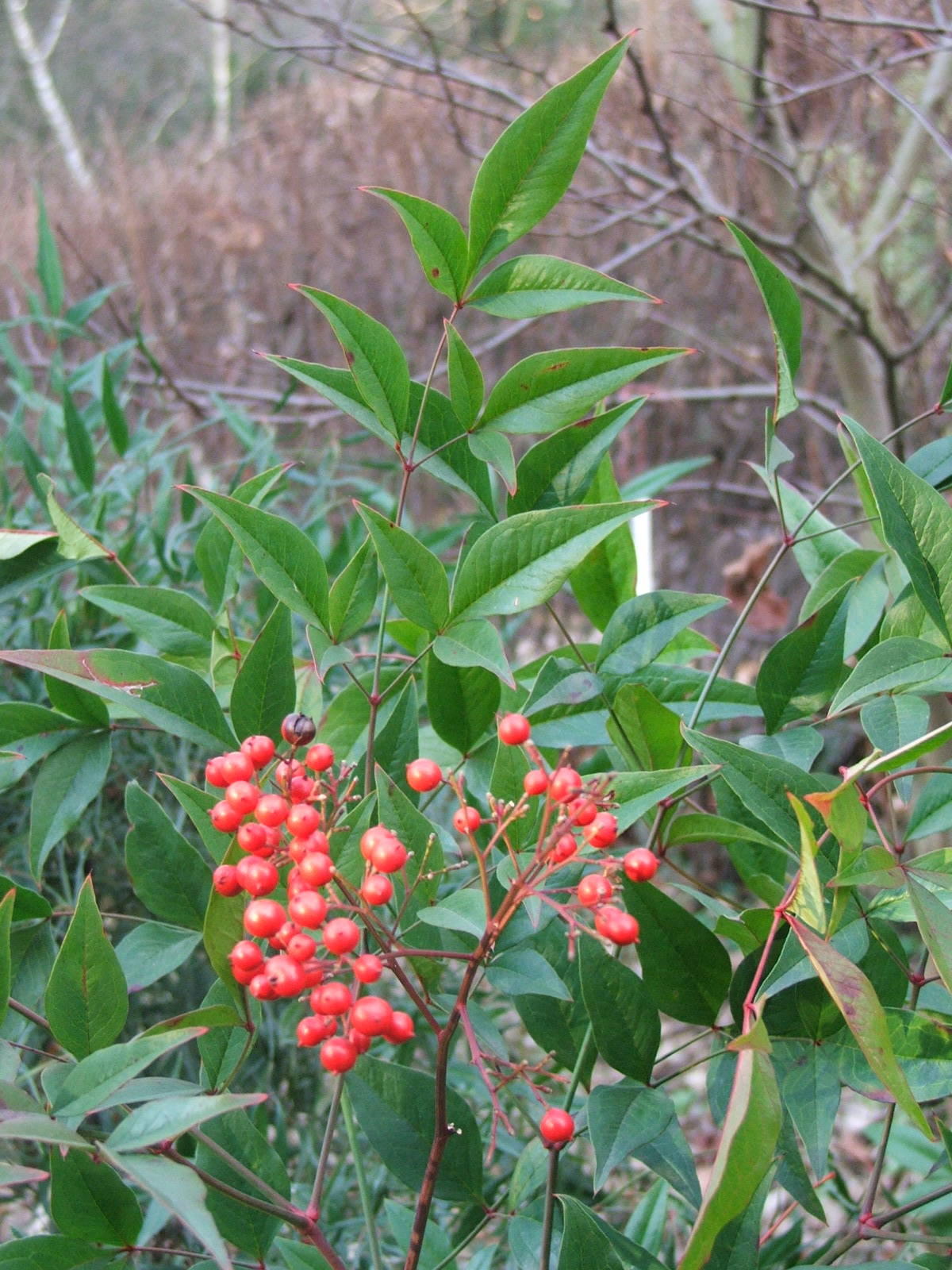
Nandina domestica
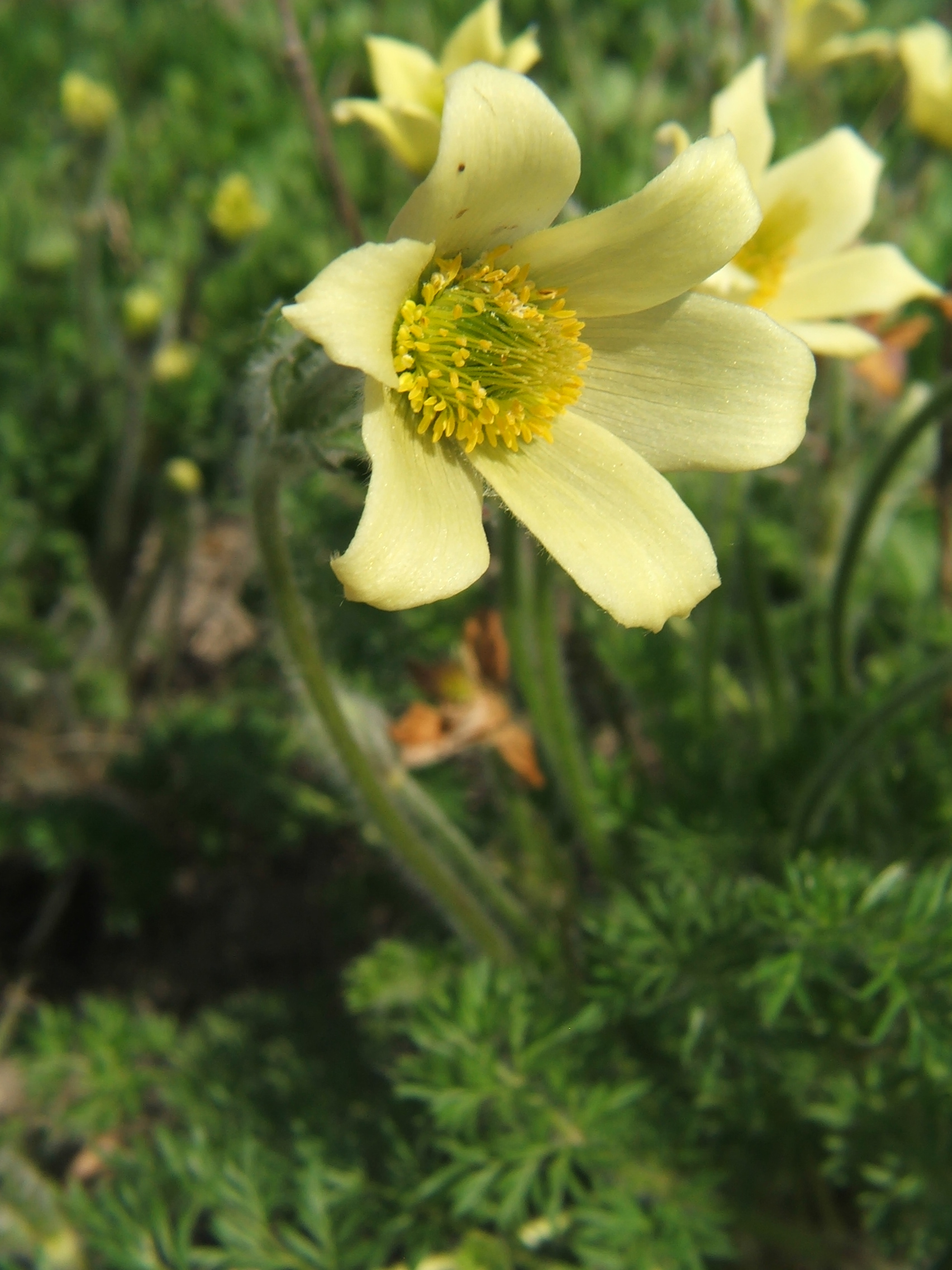
Pulsatilla albana
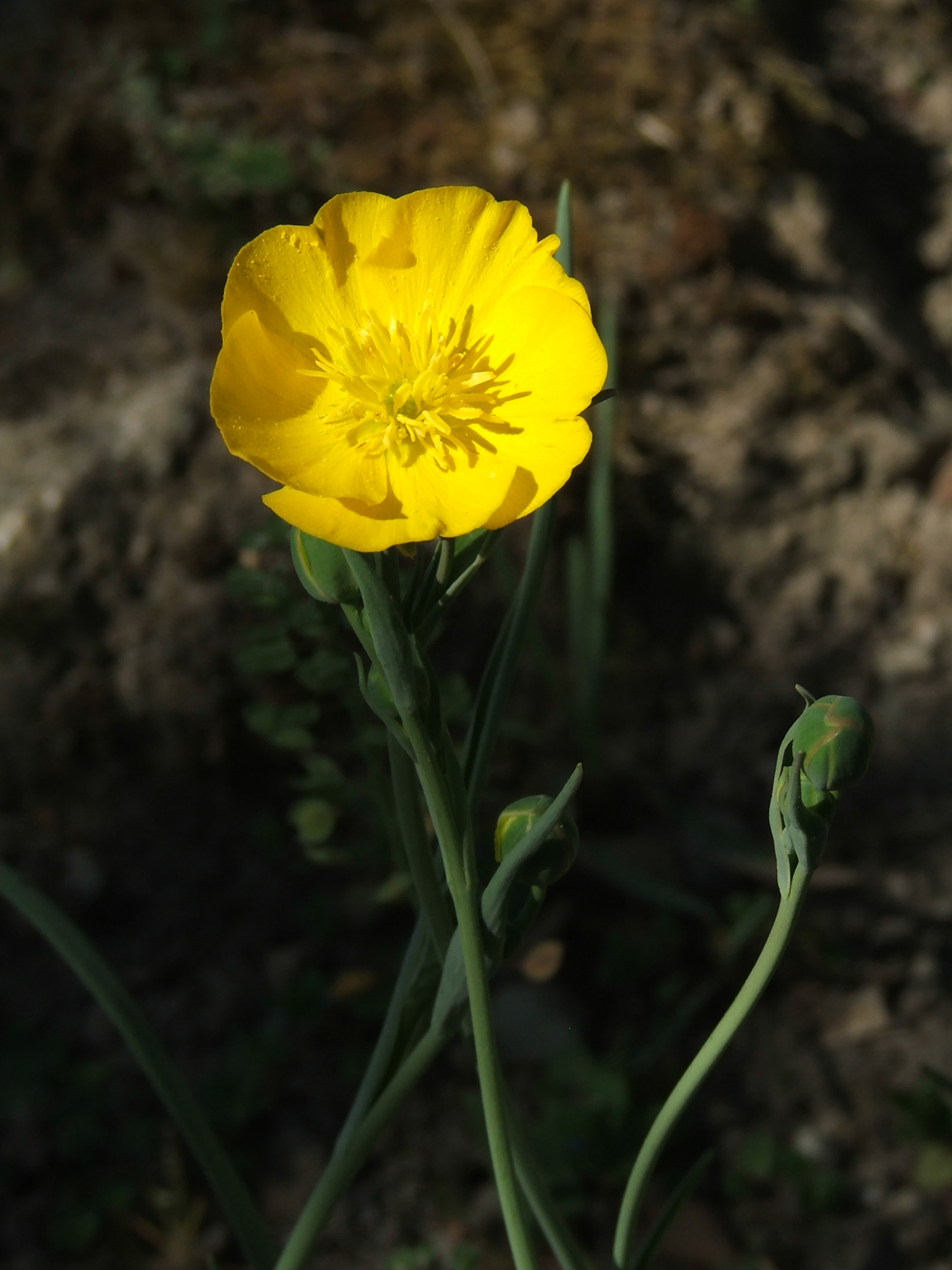
Ranunculus gramineus
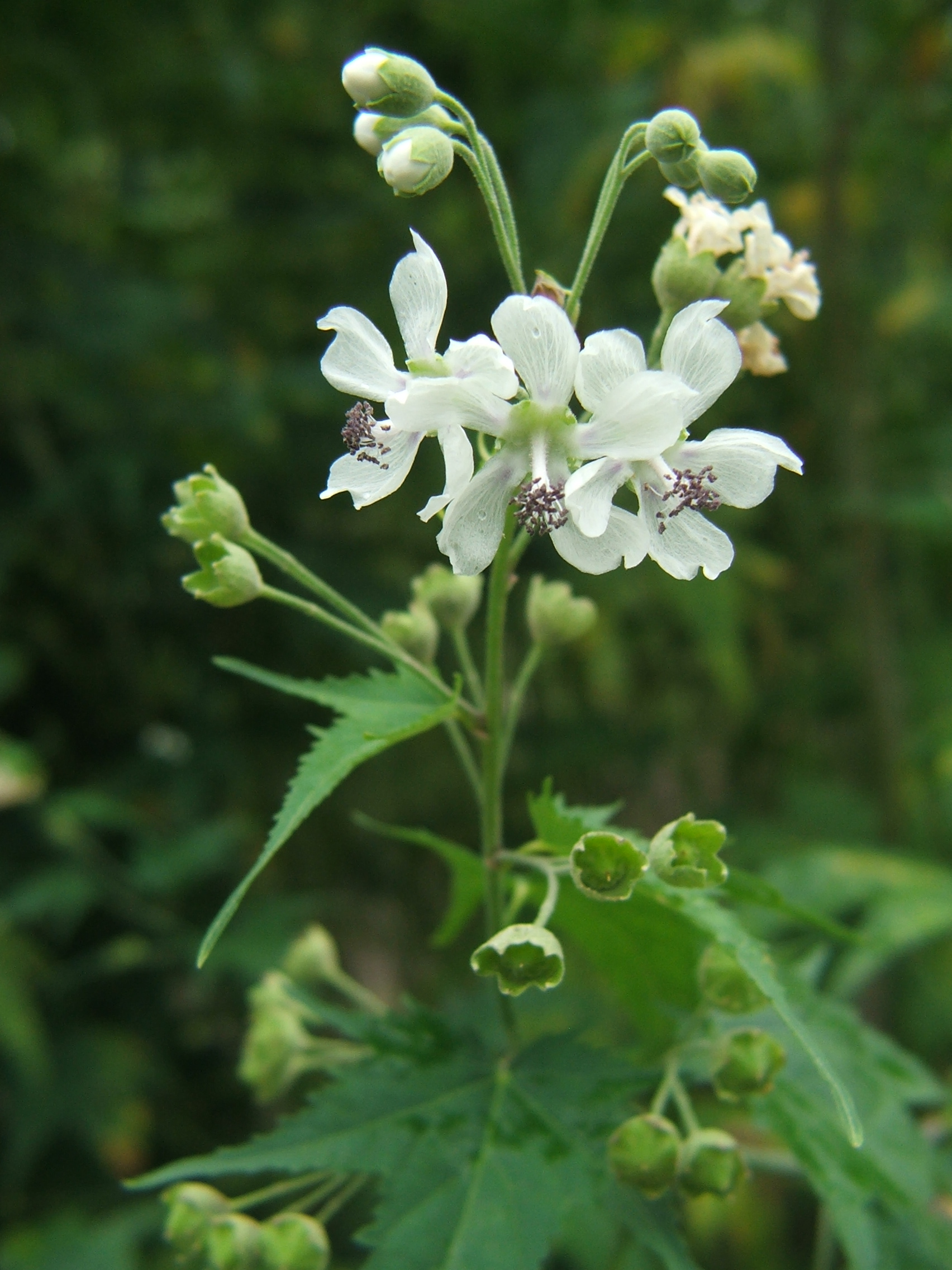
Sida hermaphrodita
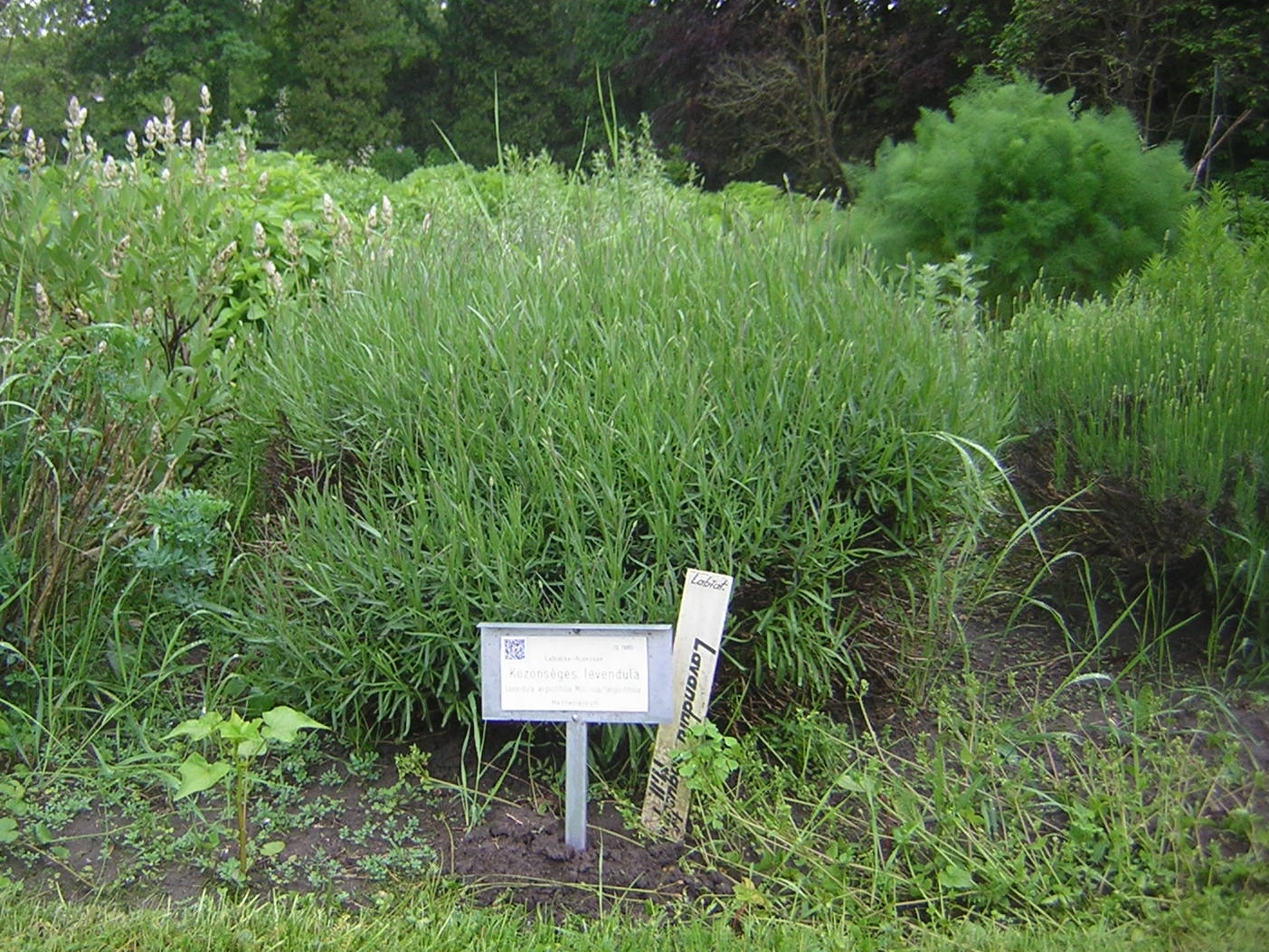
Лаванда вузьколиста
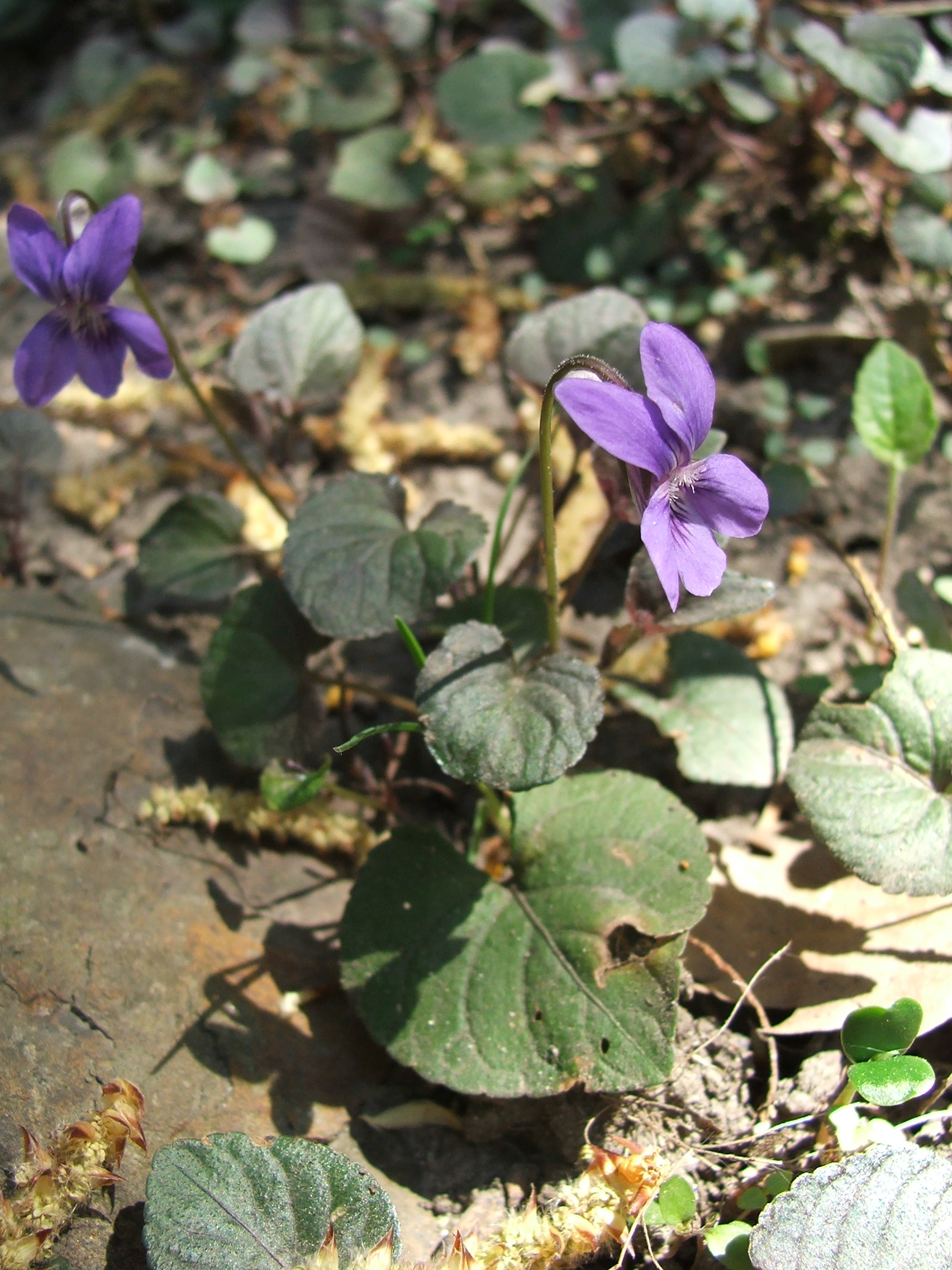
Viola labradorica